# Ascot, Berkshire
Ascot (engelskt uttal: [ˈæskət]) är en stad i grevskapet Berkshire i södra England. Staden ligger i enhetskommunen Windsor and Maidenhead, cirka 39 kilometer sydväst om centrala London. Tätorten (built-up area) hade 23 989 invånare vid folkräkningen år 2021.
I staden ligger hästkapplöpningsbanan Ascot Racecourse.